# Kim Chang-hee
Kim Chang-hee (김창희?; 14 febbraio 1921 – 18 gennaio 1990) è stato un sollevatore sudcoreano. 
Ha gareggiato alle Olimpiadi del 1948, 1952 e 1956 nella categoria dei pesi leggeri (fino a 67,5 kg.), classificandosi rispettivamente al sesto, quarto e terzo posto, ed è stato anche medaglia d'oro ai Giochi Asiatici nei pesi medi (fino a 75 kg.).

## Biografia
Nato durante il periodo coloniale giapponese, Kim Chang-hee partecipò ai Giochi Olimpici di Londra 1948 in rappresentanza della Corea del Sud indipendente, sollevando un totale di 330 kg. su tre prove, e piazzandosi al sesto posto finale.
Quattro anni dopo, alle Olimpiadi di Helsinki 1952, migliorò la sua posizione in classifica, giungendo al quarto posto con 345 kg. nel totale, staccato di 5 kg. dalla medaglia di bronzo dell'australiano Verdi Barberis.
Nel 1954 vinse la medaglia d'oro ai II Giochi Asiatici di Manila, gareggiando nella categoria superiore dei pesi medi.
Due anni dopo partecipò alla sua terza Olimpiade, l'edizione di Melbourne 1956, gareggiando nuovamente nella categoria dei pesi leggeri e riuscendo finalmente a salire sul podio, avendo conquistato la medaglia di bronzo con 370 kg. nel totale, alle spalle dei sovietici Ihor Rybak (380 kg.) e Ravil' Chabutdinov (372,5 kg.).
Dopo aver lasciato l'attività agonistica, Kim Chang-hee divenne allenatore della squadra nazionale sudcoreana di sollevamento pesi e fu anche vice-presidente della Federazione nazionale di sollevamento pesi.